# Gerardus Synellius
Gerardus Synellius (Synel, Snellius, Schnell; * um 1470 in Groningen, Niederlande; † 8. Juni 1552 in Norden, Ostfriesland) war ein Theologe und letzter Abt des Klosters Marienthal in Ostfriesland.

## Leben
Synellius wurde um 1500 zum Abt des Benediktinerklosters Rottum ernannt. Von 1512 bis zu seinem Tode war er Abt des Benediktiner-Doppelklosters Marienthal. Da Marienthal das Hauskloster der ostfriesischen Grafenfamilie Cirksena war, unterhielt er eine enge Beziehung zum Grafenhaus. Noch 1542 war er in diplomatischer Mission für Gräfin Anna tätig. Ubbo Emmius nennt ihn einen Mann von höchster Gelehrsamkeit und eine Zierde Frieslands. Dieses Urteil wird durch sein einziges überlieferte Werk bestätigt. Es ist ein Gebetbuch, das in der Tradition der Devotio moderna steht und das Synellius klassischer Gedichtform schrieb. Der Autor zeigt sich darin als gelehrter und mutiger Humanist.

## Werke
- Hortulus orationum, Deventer 1525 (Eventuell geht diese Ausgabe auf eine frühere von 1512 zurück.)